# Leandro Maciel
Leandro Maynard Maciel (Rosário do Catete, 8 de dezembro de 1897 — Aracaju, 14 de julho de 1984), filho do político e militante,  Leandro Ribeiro de Siqueira Maciel e Ana Maynard Maciel, foi engenheiro e político brasileiro. Marido de Marina de Albuquerque Maciel, sucessora do jornalista, médico, senador pela Paraíba, deputado federal e estadual, e um dos representantes do Nordeste na Revolução de 1930, Otacílio de Albuquerque.

## Vida Política
Leandro Maciel começou seus estudos em sua cidade natal (Rosário do Catete), depois foi para Salvador. Nesta cidade, fez a faculdade e graduou-se em engenharia civil, pela Escola Politécnica da Bahia. Representou a instituição no Congresso dos Estudantes de Engenharia, que aconteceu no então Distrito Federal. Após finalizar a graduação, em 1922, apresentou a tese sobre o aproveitamento do potencial hidráulico do Rio São Francisco na garganta de Paulo Afonso, a qual entrou para a pesquisa de um das grandes problemáticas do país. Na capital baiana, participou da Campanha Civilista, de agosto de 1909 a março de 1910, apoiando Rui Barbosa para o cargo de presidente da República contra o marechal Hermes da Fonseca.
Recém-formado, retorna para o estado da Paraíba, onde ingressou nos quadros do Ministério de Viação e Obras Públicas. Participou da construção do porto da cidade da Paraíba, atual João Pessoa. Depois foi relocado para o Departamento de Portos, Rios e Canais, no Rio de Janeiro.
Sua participação na política teve início em 1926, quando Ciro Franklin de Azevedo assumiu a presidência de Sergipe. Após a morte do então presidente, o coronel e presidente da Assembléia Legislativa, Manuel Correia Dantas, assume o governo e Leandro torna-se dirigente do Departamento de Obras Públicas do estado. Em 1929, o engenheiro vinculou-se ao Partido Republicano de Sergipe e, com o apoio da Coligação Democrática Sergipana, foi eleito deputado federal em maio de 1930. Em 1933, foi eleito novamente  deputado por Sergipe à Assembléia Nacional Constituinte na legenda do Partido Social Democrático de Sergipe (PSD). Com a nova Constituição em 1934, os mandatos dos deputados constituintes foram delongados até maio de 1935.
Em 1945, Leandro Maciel filiou-se a recém-criada União Democrática Nacional (UDN) para lutar contra o Estado Novo e pela redemocratização do país, participando da comissão incumbida do estudo dos problemas estaduais e municipais e tornando-se um dos grandes líderes do partido. Em dezembro, elegeu-se, na legenda da UDN, deputado por Sergipe à Assembléia Nacional Constituinte. Em 1948, entrou para a Comissão de Obras Públicas e Comissão Especial da Bacia do Rio São Francisco, na Câmara dos Deputados. Em 1950, reelegeu-se deputado federal, ainda na legenda da UDN, correspondente ao período legislativo de 1951-1955. Durante seu mandato em Sergipe, conduziu dinheiro para obras de construção de açudes no seu estado, estradas de rodagens, hospitais e escolas, e à aquisição de máquinas e geradores elétricos para diversos municípios.
No mesmo ano (1950), também tentou o governo do seu estado pela UDN, mas perdeu para Arnaldo Rollemberg Garcez (PDS e Partido Republicano (PR)). No ano de 1954, teve mais votos que o candidato do PSD, Edélzio Vieira de Melo, e assumiu o governador do seu estado, na legenda da UDN e com o apoio do Partido Social Progressista (PSP), do Partido Social Trabalhista (PST) e do Partido Trabalhista Nacional (PTN), e ao seu lado o vice-governador o médico José Machado de Sousa. Dentre seus feitos durante sua administração estão a reconstrução da rede de distribuição de energia elétrica e reforma do sistema de abastecimento de água do estado, a construção de mais de trezentos quilômetros de estradas de rodagem, a desobstrução do porto de Aracaju, a restauração do Palácio Olímpio de Campos. Além da inauguração do Instituto de Educação Rui Barbosa, em Aracaju, e do aeroporto de Santa Maria. Ele também foi responsável por instituir o sistema de mesas-redondas com a finalidade de debater problemas do estado e outros assuntos de interesse público.
No ano de 1959, foi apresentado como vice-presidente da República na chapa de Jânio Quadros à convenção nacional da UDN, derrotando o deputado Fernando Ferrari. Porém, em abril do ano seguinte, renunciou à candidatura, sendo substituído por Mílton Campos e em 1961, voltando como presidente do Instituto do Açúcar e do Álcool (IAA) no governo de "Jango", no qual mudou o Plano do Álcool - promovendo mudanças na entrega do álcool às companhias de gasolina, no valor que as usinas deveriam receber para a produção de álcool direto. Além da regulamentação do pagamento de canas fornecidas às usinas associadas a cooperativas centralizadoras de vendas.
Em outubro de 1962, o engenheiro civil volta a disputar o governo de Sergipe, pela UDN e pelo Partido Trabalhista Brasileiro (PTB), mas é derrotado por João Seixas Dória do PSD e do Partido Republicano Trabalhista (PRT), fortemente apoiado pela imprensa escrita, principalmente, pelo jornal Gazeta de Sergipe.
Durante o Período Militar, foi instituído no dia 27 de outubro de 1965, o Ato Institucional n° 2, que tinha como um de suas resoluções a extinção dos partidos políticos (Art.18), resultando no bipartidarismo. Nesse cenário, em 1966, surge a Aliança Renovadora Nacional (Arena) no Rio Grande do Sul, reunindo parcela dos conservadores do Partido Social Democrático (PSD) em favor do regime militar, a qual Maciel se filia e entra na disputa, em novembro do mesmo ano, para uma vaga no senado de Sergipe e vence Oviedo Teixeira, do MDB (Movimento Democrático Brasileiro), que se posicionava contra a Ditadura.
No decorrer do seu pleito, presidiu a Comissão de Transportes, Comunicações e Obras Públicas. Fez parte da Comissão de Finanças e Economia e da de Minas e Energia. Foi vice-presidente da Comissão de Redação e suplente das comissões de Indústria e Comércio, do Polígono das Secas, de Agricultura, de Justiça de Ajustes Internacionais, de Legislação sobre Energia Atômica e de Serviço Público Civil. Tentou mais uma vez a reeleição para senador por Sergipe em 74, pela ARENA, mas quem ficou com o cargo foi João Gilvan Rocha, do MDB. Sua carreira na política teve fim em 1975, ao finalizar seu mandato.
Em homenagem ao político, existe um colégio no Conjunto Castelo Branco, em Aracaju, que leva o seu nome.